# Giovanni Leoni
Giovanni Leoni (Madrid, 21 dicembre 2008) è un calciatore spagnolo, difensore del Bologna.

## Caratteristiche tecniche
Difensore centrale dotato di grande carisma e personalità, sfrutta i suoi 196cm di altezza nelle palle alte e la sua fisicità per bloccare le iniziative avversarie. 

## Carriera

### Club

#### Gli inizi, Sampdoria
Leoni è cresciuto nel settore giovanile del Padova, dove ha debuttato il 19 marzo 2023, a 16 anni, nei minuti finali dell'incontro di Serie C vinto 3-2 contro l'AlbinoLeffe.
Il 1º febbraio 2024 è stato ceduto in prestito con diritto di riscatto alla Sampdoria, in Serie B. L'allenatore Andrea Pirlo lo utilizza con continuità e il 6 aprile realizza il suo primo gol da professionista, aprendo le marcature nella trasferta pareggiata 2-2 contro il Palermo. Chiude la stagione con 12 presenze in campionato, contribuendo al 7º posto della Sampdoria.

#### Parma
Al termine della stagione è stato riscattato, ma il 27 agosto è stato ceduto per 4,8 milioni di euro (più 3,5 milioni di bonus e il 10% sulla rivendita) al Parma. Con la società emiliana esordice in Serie A il 9 novembre 2024, a 17 anni, giocando da titolare la partita vinta per 2-1 in casa del Venezia. Il 9 febbraio 2025 segna la sua prima rete in massima serie, nella sconfitta per 2-1 sul campo del Cagliari. Successivamente trova spazio da titolare con l’arrivo del tecnico Cristian Chivu, e chiude la stagione con 17 presenze.

#### Liverpool
Il 15 agosto 2025 viene acquistato a titolo definitivo dal Liverpool, in Premier League, per una cifra di 30 milioni di euro di parte fissa più 5 di bonus.

### Nazionale
Leoni ha giocato per le nazionali under 18 e under 19 italiane.
Nel maggio del 2025, ha ricevuto la sua prima convocazione in under 21, venendo incluso dal selezionatore Carmine Nunziata nella lista allargata dei convocati in preparazione all'europeo di categoria; tuttavia è costretto a lasciare il raduno a causa di un infortunio.

## Statistiche

### Presenze e reti nei club
Statistiche aggiornate al 15 agosto 2025.
| Stagione        | Squadra         | Campionato      | Campionato | Campionato | Coppe nazionali | Coppe nazionali | Coppe nazionali | Coppe continentali | Coppe continentali | Coppe continentali | Altre coppe | Altre coppe | Altre coppe | Totale | Totale |
| Stagione        | Squadra         | Comp            | Pres       | Reti       | Comp            | Pres            | Reti            | Comp               | Pres               | Reti               | Comp        | Pres        | Reti        | Pres   | Reti   |
| --------------- | --------------- | --------------- | ---------- | ---------- | --------------- | --------------- | --------------- | ------------------ | ------------------ | ------------------ | ----------- | ----------- | ----------- | ------ | ------ |
| 2022-2023       | Padova          | C               | 1          | 0          | CI+CI-C         | 0               | 0               | -                  | -                  | -                  | -           | -           | -           | 1      | 0      |
| 2023-gen. 2024  | Padova          | C               | 0          | 0          | CI+CI-C         | 0+3             | 0               | -                  | -                  | -                  | -           | -           | -           | 3      | 0      |
| Totale Padova   | Totale Padova   | Totale Padova   | 1          | 0          |                 | 3               | 0               |                    | -                  | -                  |             | -           | -           | 4      | 0      |
| gen.-giu. 2024  | Sampdoria       | B               | 12         | 1          | CI              | -               | -               | -                  | -                  | -                  | -           | -           | -           | 12     | 1      |
| 2024-2025       | Parma           | A               | 17         | 1          | CI              | 0               | 0               | -                  | -                  | -                  | -           | -           | -           | 17     | 1      |
| 2025-2026       | Liverpool       | PL              | -          | -          | FACup+CdL       | -               | -               | UCL                | -                  | -                  | CS          | -           | -           | -      | -      |
| Totale carriera | Totale carriera | Totale carriera | 30         | 2          |                 | 3               | 0               |                    | -                  | -                  |             | -           | -           | 33     | 2      |